# Руководство Хани и Ишу по фальшивым встречам
Hani and Ishu’s Guide to Fake Dating (дословно — «Руководство Хани и Ишу по фальшивым встречам») — любовный роман для подростков, написанный Адибой Джаджирдар и опубликованный 25 мая 2021 года импринтом Hachette Hodder & Stoughton. В книге рассказывается история двух квир-девушек — бангладешской ирландки Хани и индианки Ишу, которые притворяются подругами по своим причинам.

## Критика
В обзоре, опубликованном в School Library Journal, Эми Дигельман похвалила «богатые и детализированные изображения культуры деси» и отметила, что романтика и разнообразие, написанные в книге Адибой Джаджирдар, будут оценены читателями. Дигельман также комментирует, как автор «тактично переплетает» трудности, через которые могут пройти подростки, в том числе «бифобию, расистскую микроагрессию и исламофобию». Для издания Booklist Молли Хоран написала, что Hani and Ishu’s Guide to Fake Dating — «хороший роман, в котором рассматриваются аспекты, которые обычно не исследуются в большинстве историй данного жанра».
Издание Kirkus Reviews опубликовало по роману рецензию со звёздочкой и прокомментировало, как Джаджирдар умело исследует разные личности главных героев, а также пишет «восхитительно романтическую сюжетную линию». Издание GeekMom дало положительный отзыв и заявило, что одним из важных аспектов романа является отказ от стереотипов. Хотя Хани происходит из религиозной семьи, она открыто бисексуальна, а Ишу, которая является атеисткой, не совершила каминг-аут. Рецензент также похвалил написание и прокомментировал, как в книге представлено странное повествование «с двух разных и менее заметных точек зрения».
Книга стала финалистом 34-й литературной премии «Лямбда».